# Glăvani, Bolgrad
Glăvani (în ucraineană Главані, transliterat: Hlavani, în bulgară Главан, transliterat: Glavan) este un sat în comuna Arciz din raionul Bolgrad, regiunea Odesa, Ucraina.

## Demografie
Componența lingvistică a comunei Hlavani
     Bulgară (91,59%)
     Rusă (4,22%)
     Ucraineană (2,67%)
     Română (1,24%)
Conform recensământului din 2001, majoritatea populației comunei Glăvani era vorbitoare de bulgară (91,59%), existând în minoritate și vorbitori de rusă (4,22%), ucraineană (2,67%) și română (1,24%).